# Петко Здравков Здравелин
Петко Здравелин (псевдоним на Петко Михайлов Здравков) е български юрист, писател и сценарист.

## Биография
Петко Здравков е роден на 24 май 1908 г. във Видин. През 1932 година завършва право в СУ „Св. Климент Охридски“. От 1930 г. е член на легалната РП и на БОННС. Като съдебен изпълнител защитава безплатно комунистическите политически затворници. След Деветосептемврийския преврат през 1944 г. заема отговорни обществени постове, сред които отначало отговорен секретар на Околийския комитет на ОФ и член на Пленума на Градския комитет на БКП. Директор при Българска кинематография (1947-1950), прокурор в Главна прокуратура на НРБ (1951-1962), сътрудник в Националния съвет на ОФ (до 1965). От 1966 г. до 1977 г. е на отговорна работа в Министерството на правосъдието. Член на БКП.
Умира през 1983 г.

## Творчество
Автор е на стихове, разкази, драми, работи в областта на документалистиката и публицистиката. Книгата му „Един прокурор разказва“ (1969 г.) е основа на игралния филм „Авантаж“ (сценарий Руси Чанев и Георги Дюлгеров). Пише и произведения за деца.

## Филмография
- „Човек на паважа“ (1987), сценарист[3]
- „Дългият път на цигарата“ (1949), сценарист[3]